# Naufragi di sottomarini nucleari
Nella storia della marineria militare si sono registrati dieci casi di naufragi di sottomarini nucleari: cinque hanno riguardato unità della Marina militare sovietica, tre unità della United States Navy e due unità della Marina militare della Federazione Russa. La serie inizia con lo statunitense USS Thresher (naufragato il 10 aprile 1963) e si conclude con il russo K-159 (perduto il 28 agosto 2003).
In tre casi il battello interessato naufragò con la perdita dell'intero equipaggio imbarcato: lo statunitense Thresher (129 morti, il peggior disastro di un battello subacqueo dalla fine della seconda guerra mondiale), il russo K-141 Kursk (118 morti) e lo statunitense USS Scorpion (99 morti); in due casi, all'opposto, non si registrò alcuna vittima.
In un caso l'inabissamento fu un atto deliberato, volto ad eliminare il reattore nucleare del battello altrimenti non smantellabile; negli altri nove casi il naufragio fu sempre il risultato di un incidente. Dei nove naufragi causati da incidenti, tre furono provocati da allagamenti incontrollati, due da incendi, due da esplosioni delle armi di bordo e uno dalle pessime condizioni meteo; solo nel caso dello statunitense Scorpion non è stato possibile appurare con certezza la causa del naufragio. Tre dei battelli inabissati furono poi riportati a galla (uno parzialmente), mentre gli scafi degli altri sette giacciono ancora sul fondo del mare: cinque nell'oceano Atlantico e due nel Mar Glaciale Artico (oltre a parte di un terzo).
Secondo alcune fonti si sarebbe registrato anche un undicesimo caso di sottomarino nucleare naufragato, un battello classe Xia della Marina militare cinese perduto in mare per un incidente nel 1985; tuttavia, nessuna conferma ufficiale è mai stata rilasciata dal governo cinese.

## Stati Uniti

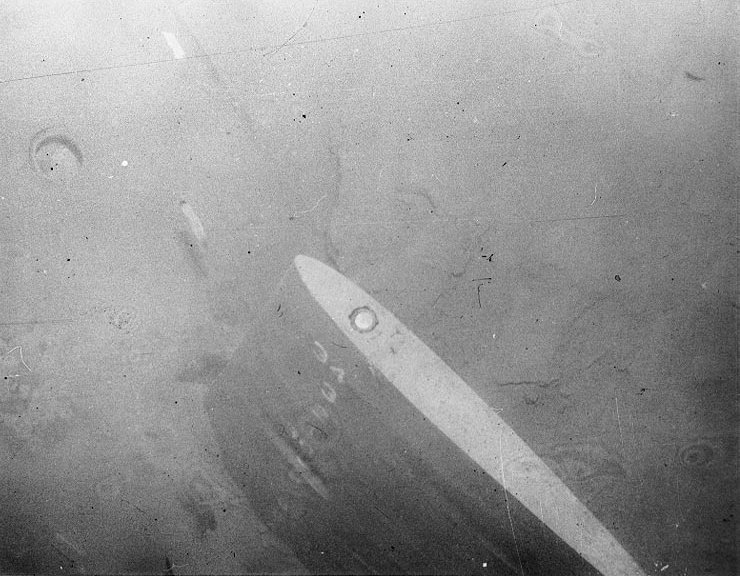
Il timone superiore del Thresher fotografato nel punto dove il sottomarino è naufragato

USS ThresherSottomarino d'attacco e prima unità della classe Thresher/Permit, il Thresher venne varato il 9 luglio 1960 ed entrò in servizio il 3 agosto 1961. Il 9 aprile 1963, dopo un periodo trascorso in cantiere per correggere gli ultimi difetti emersi nei primi mesi di servizio, il battello, accompagnato dalla nave appoggio Skylark, si diresse in Atlantico a 190 miglia nautiche a est di Capo Cod per condurre una serie di prove di immersione fino alla massima profondità di collaudo (400 metri, profondità mai raggiunta prima da un battello subacqueo statunitense); circa un'ora e mezzo dopo l'inizio delle prove la Skylark perse ogni contatto con il sottomarino, che scomparve in mare con a bordo 129 persone tra equipaggio e tecnici del cantiere di riparazione. Fu subito lanciata una massiccia campagna di ricerche, ma solo il 28 agosto il batiscafo Trieste riuscì a individuare il relitto del Thresher, collassato e posato sul fondo del mare a 2.500 metri di profondità.
La commissione d'inchiesta della US Navy considerò quale causa più probabile dell'affondamento la rottura di una conduttura del sistema di circolazione dell'acqua salata, presumibilmente nella sala macchine: il conseguente allagamento danneggiò i circuiti elettrici e innescò una concatenazione di eventi che fece perdere potenza al sottomarino, il quale naufragò sempre di più fino a superare la profondità di collasso dello scafo (600 metri).
USS ScorpionSottomarino d'attacco della classe Skipjack, varato il 29 dicembre 1959 ed entrato in servizio il 29 luglio 1960, lo Scorpion scomparve in mare senza lasciare alcuna traccia il 22 maggio 1968 nell'Atlantico centrale con a bordo 99 membri d'equipaggio, mentre era in rotta per la base navale di Norfolk di rientro da un ciclo di esercitazioni nel mar Mediterraneo. Fu subito avviata una campagna di ricerca, ma solo il 28 ottobre seguente fu possibile individuare il relitto dello Scorpion, posato sul fondo a una profondità di 3.350 metri circa 400 miglia a sud-ovest delle Azzorre, non lontano dal punto dell'ultimo contatto radio con la base.
L'analisi delle foto scattate al relitto non ha mai portato all'individuazione di una chiara causa di affondamento, e le ipotesi a cui giunsero tanto la commissione d'inchiesta ufficiale quanto studiosi e ricercatori sono le più varie; tra le cause ritenute più probabili vi sono un'esplosione nel locale armi di prua (causata dall'attivazione accidentale della testata esplosiva o dalla combustione accidentale delle batterie di uno dei siluri), un'esplosione nel locale batterie del battello (a causa di un accumulo di idrogeno provocato da un guasto al sistema di ventilazione) o il cedimento del portello del sistema di espulsione dei rifiuti. Il mancato adeguamento del battello ai nuovi requisiti di sicurezza imposti dopo la perdita del Thresher e le pessime condizioni di manutenzione del sottomarino (che aveva fatto registrare nelle settimane precedenti ripetuti guasti e malfunzionamenti) furono con tutta probabilità delle concause dell'affondamento.

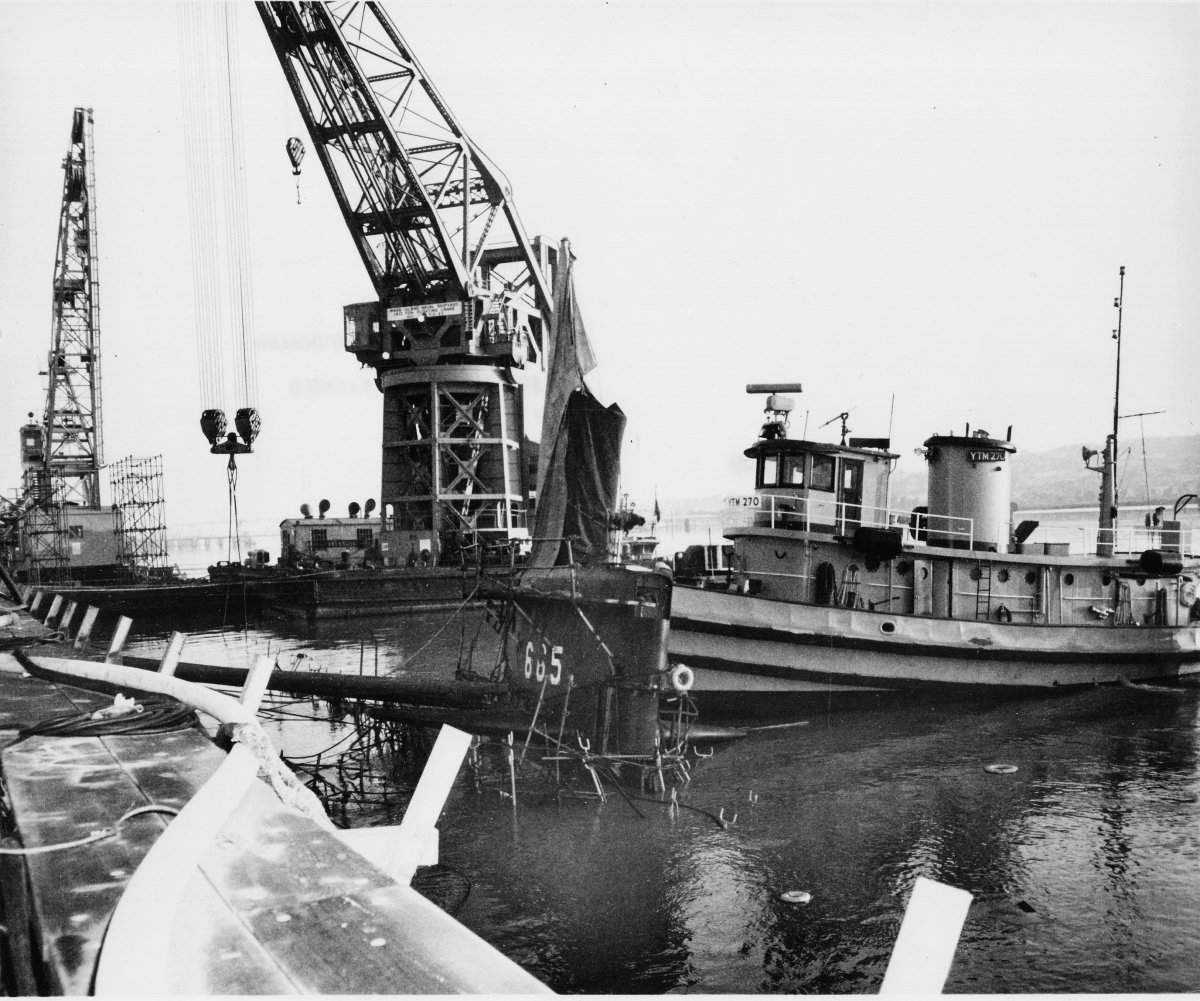
Il Guitarro ritratto poco dopo essersi adagiato sul fondale del porto

USS GuitarroSottomarino d'attacco della classe Sturgeon, il Guitarro venne varato il 27 luglio 1968. Il 15 maggio 1969, mentre l'unità si trovava ancorata al cantiere navale di Mare Island di Vallejo per completare gli ultimi lavori di allestimento, due squadre di operai iniziarono, senza alcun coordinamento e l'una ignorando le attività dell'altra, a immettere acqua nei serbatoi di zavorra alle due estremità del battello per condurre dei test: questo fece immergere sempre di più lo scafo, che iniziò a imbarcare altra acqua da boccaporti lasciati aperti. Invaso dall'acqua e fuori controllo, il Guitarro si piegò bruscamente verso il basso arenandosi dopo venti minuti nel basso fondale del porto. Nessuno degli operai presenti a bordo perse la vita, ma l'incidente causò danni stimati tra i 15 e i 21 milioni di dollari USA per le successive riparazioni e un ritardo di 32 mesi sulla data prevista per l'entrata in servizio dell'unità. Riportato a galla il 18 maggio 1969, il Guitarro entrò in servizio il 9 settembre 1972 e fu poi radiato nel 1992.

## Unione Sovietica
K-8Il K-8 era un sottomarino d'attacco della classe November entrato in servizio nell'agosto 1960. L'8 aprile 1970, durante il rientro dalla vasta esercitazione "Okean-70" della Marina sovietica in Atlantico, il battello accusò un guasto ai motori mentre si trovava in navigazione a 120 metri di profondità nel golfo di Biscaglia; durante la fase di emersione a bordo si sviluppò un vasto incendio in due compartimenti simultaneamente: il battello riuscì a riemergere, ma una vasta porzione del suo equipaggio rimase intossicata dal fumo e dai gas tossici sviluppati dalle fiamme. Per tre giorni, senza energia elettrica in quanto il reattore era stato bloccato dai sistemi di emergenza, l'equipaggio lottò contro le fiamme prima di essere tratto in salvo da unità di superficie; tra i 104 membri dell'equipaggio si contarono 52 morti (tra cui il comandante). Lo scafo abbandonato naufragò poi il 12 aprile a circa 260 miglia nautiche dalle coste nord-occidentali della Spagna.
K-27Entrato in servizio nell'ottobre 1963, il K-27 era l'unico esemplare di una versione modificata della classe November, dotato di un nuovo tipo di reattore nucleare sperimentale raffreddato da una lega di metallo liquido di piombo e bismuto. Il nuovo sistema si dimostrò alquanto instabile e di difficile manutenzione, e il 24 maggio 1968, mentre l'unità era in navigazione nel Mare di Barents, uno dei reattori entrò in crisi: il battello riuscì a rientrare alla base, ma l'esposizione ad alte dosi di radiazioni uccise nove marinai nel giro di pochi giorni causando gravi problemi di salute ai restanti 124 membri dell'equipaggio. La riparazione e la bonifica del K-27 furono giudicate come non economicamente convenienti, e il sottomarino fu radiato dal servizio; dopo essere rimasto per quattordici anni ancorato in una baia vicino a Ostrovnoj, il 6 settembre 1982 lo scafo ancora radioattivo fu trainato nella baia di Stepovogo lungo la costa nord-orientale dell'isola di Novaja Zemlja e speronato deliberatamente da un rimorchiatore per farlo inabissare attraverso l'apertura di una falla nello scafo. Tuttavia l'operazione non andò a buon fine in quanto solo la sezione prodiera toccò il fondale a una profondità di appena 33 metri, mentre quella centro-poppiera rimase emersa dall'acqua dando al sottomarino un assetto inclinato. Tale pratica fu attuata contravvenendo alle disposizioni dell'Agenzia internazionale per l'energia atomica che richiedono una profondità di non meno di 3-4.000 metri per l'eliminazione in mare di materiale radioattivo.
K-429Sottomarino lanciamissili della classe Charlie entrato in servizio nell'ottobre 1972, il K-429 salpò il 23 giugno 1983 dalla base di Petropavlovsk-Kamčatskij per svolgere un'esercitazione di lancio missili nelle acque dell'Oceano Pacifico; l'ordine di salpare era stato così perentorio che non fu possibile richiamare, prima della partenza, buona parte dell'equipaggio ufficiale del sottomarino, il cui posto fu preso, in violazione dei regolamenti della stessa Marina sovietica, da marinai tratti dal personale della base e dagli equipaggi di altre unità. Con un personale appena imbarcato in gran parte inesperto e un sottomarino bisognoso di manutenzione, reduce dall'aver appena concluso un lungo ciclo operativo, prima di dirigere sul luogo dell'esercitazione (dove la profondità raggiungeva i 2.000 metri) il comandante decise di svolgere una prova di immersione nella baia di Sarannaya, a sud di Petropavlovsk, una zona di basso fondale. Poco dopo essersi immerso il sottomarino iniziò a imbarcare grandi quantitativi d'acqua nel locale del reattore attraverso il sistema di ventilazione, lasciato aperto: il reattore fu spento, ma 14 uomini presenti nel locale annegarono e il sottomarino, appesantito dall'acqua imbarcata, si posò sul fondo a 40 metri di profondità.
Privo di energia elettrica e con i sistemi di comunicazione d'emergenza fuori uso, l'equipaggio attese per un giorno l'arrivo dei soccorsi; alla fine, due volontari riuscirono a lasciare il mezzo attraverso i tubi di lancio dei siluri e a raggiungere a nuoto la costa, dove diedero l'allarme. Il resto dell'equipaggio fu evacuato dopo l'arrivo dei soccorsi, anche se altri due marinai persero la vita durante l'operazione portando a 16 le vittime totali. Il K-429 fu riportato a galla in agosto, ma nel settembre 1985 s’inabissò nuovamente al suo posto d'ormeggio durante i lavori di ripristino; lo scafo fu riportato a galla una seconda volta e quindi radiato e avviato alla demolizione.

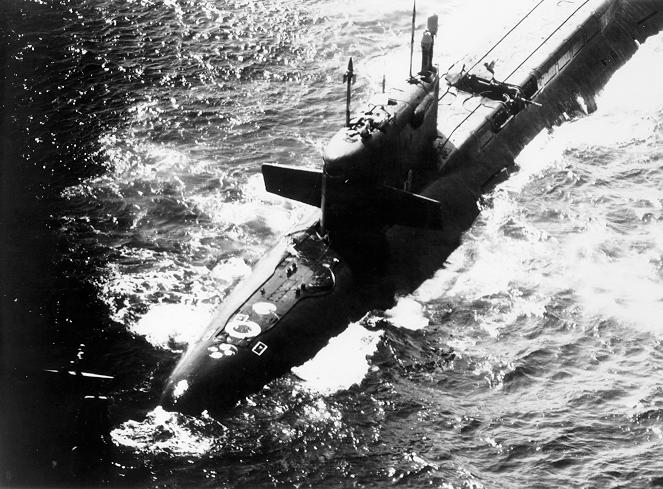
Il K-219 fotografato da un aereo statunitense poco dopo l'incidente che lo riguardò; dietro la vela del sottomarino si nota chiaramente il tubo di lancio esploso che ne provocò successivamente l'inabissamento

K-219Sottomarino lanciamissili balistici della classe Yankee, il K-219 entrò in servizio nel dicembre 1971. Il 3 ottobre 1986, mentre il battello era impegnato in un pattugliamento sottomarino di routine al largo della costa orientale degli Stati Uniti, un'esplosione in uno dei tubi di lancio verticali dei missili aprì una falla nello scafo: il sottomarino riuscì a riemergere, ma a bordo si sviluppò un incendio e un collasso dei sistemi elettrici; un marinaio morì durante i tentativi di riattivare i sistemi di raffreddamento di emergenza dei reattori nucleari. L'equipaggio fu soccorso da unità mercantili sovietiche, ma altri quattro uomini persero la vita; fallito un tentativo di prendere a rimorchio il battello, questo naufragò il 6 ottobre a nord-est di Bermuda adagiandosi sul fondale a una profondità di più di 5.000 metri.
Le cause dell'esplosione non sono del tutto chiare: l'ipotesi ritenuta più probabile considera un difetto di progettazione nel tubo lanciamissili, che avrebbe favorito la combustione accidentale del carburante liquido del missile R-27 imbarcato; altre ipotesi chiamano in causa la collisione del K-219 con un sottomarino statunitensi che lo stava pedinando, circostanza ufficialmente smentita dalla US Navy.
K-278 KomsomoletsIl K-278 entrò in servizio nel dicembre 1983 come unico esemplare di una classe sperimentale di sottomarini d'attacco con scafo in titanio, progettati per superare i 1.000 metri di profondità operativa e considerati tra le unità più moderne della flotta. La mattina del 7 aprile 1989, durante una navigazione di rientro alla base di Zapadnaya Litsa nella penisola di Kola, nel compartimento di poppa si siviluppò un vasto incendio mentre il battello si trovava a 300 metri di profondità circa 100 miglia a sud dell'Isola degli Orsi; la causa dell'incendio non è del tutto chiara, anche se l'ipotesi più probabile indica un accumulo eccessivo di ossigeno nello scompartimento innescato poi da un corto circuito.
Il sottomarino riemerse immediatamente, ma il fuoco si propagò rapidamente ad altri scompartimenti  attraverso il percorso dei cavi elettrici, il cui rivestimento isolante si rivelò altamente infiammabile. I cortocircuiti provocarono un arresto d'emergenza del reattore, e il battello iniziò a perdere stabilità e galleggiabilità; fu dato ordine di abbandonare la nave, ma la dotazione di lance di salvataggio si rivelò insufficiente per accogliere l'intero equipaggio e molti uomini dovettero tuffarsi nell'acqua gelata. Il sottomarino s'inabissò toccando una profondità di 1.650 metri; il comandante e quattro membri dell'equipaggio, rimasti all'interno dello scafo, salirono a bordo di una capsula d'emergenza ma, male addestrati all'impiego della stessa, attuarono una risalita troppo violenta e solo uno degli uomini sopravvisse. I superstiti furono raccolti dalle unità di soccorso, ma 42 dei 67 membri dell'equipaggio perirono nel naufragio.

## Russia

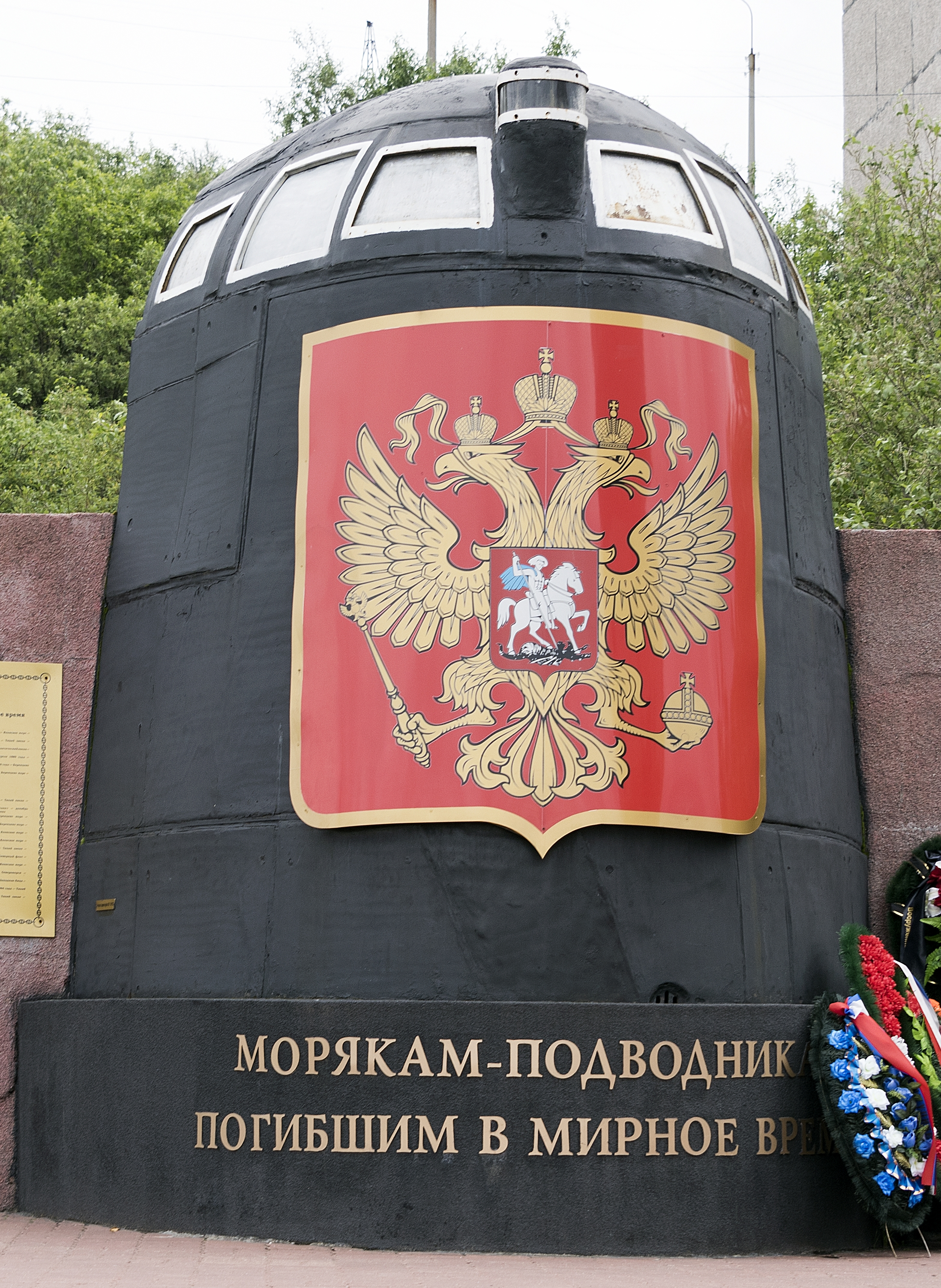
Parte della torretta del Kursk, recuperata dopo l'inabissamento, oggi integrata nel memoriale a Murmansk dedicato ai sommergibilisti russi caduti in tempo di pace

K-141 KurskEntrato in servizio con la Marina russa nel dicembre 1994, il K-141 Kursk era un sottomarino lanciamissili della classe Oscar II, progettato in epoca sovietica e una delle prime unità a essere stata completata dopo il collasso dell'URSS. La mattina del 12 agosto 2000, nel corso di una vasta esercitazione navale russa nelle acque del Mare di Barents, il Kursk scomparve senza lasciare traccia, senza emettere alcuna comunicazione e senza che i sistemi automatici di segnalazione di emergenza entrassero in funzione. Passarono dodici ore prima che le operazioni di ricerca e soccorso avessero inizio, e il battello fu infine localizzato la mattina del 13 agosto posato sul fondale a 100 metri di profondità: l'intero scompartimento di prua appariva distrutto e squarciato e altrettanto irreparabilmente danneggiata risultava la sezione centrale, mentre i compartimenti di poppa sembravano ancora relativamente intatti.
Nella speranza di trovare superstiti nella sezione ancora intatta del sottomarino fu lanciata una vasta operazione di soccorso, anche se fu necessario l'intervento di  specialisti in immersioni profonde britannici e norvegesi per arrivare, il 21 agosto, ad agganciare un veicolo di soccorso al boccaporto di poppa: i dodici superstiti che qui avevano trovato rifugio dopo l'incidente risultarono ormai deceduti per la carenza di ossigeno e lo scoppio di un incendio, decretando la perdita dell'intero equipaggio di 118 uomini del Kursk.
Un consorzio internazionale riuscì a riportare a galla lo scafo del Kursk entro l'ottobre 2001, tranne  i resti della sezione di prua (troppo pericolosi da recuperare per la presenza di armamenti ancora potenzialmente attivi) che furono tagliati e lasciati sul fondo. L'analisi dei tecnici russi e occidentali portò a indicare come causa del naufragio l'esplosione accidentale del motore di un siluro da esercitazione Tipo 65, che il Kursk si apprestava a lanciare durante le manovre: l'arma, prodotta in epoca sovietica e conservata in condizioni di cattiva manutenzione, esplose con una potenza di 100 chili di tritolo, uccidendo gli uomini presenti nello scomparto di prua e squassando la zona centrale del sottomarino dove il grosso dell'equipaggio fu reso incapace di reagire; l'incendio appiccato dalla detonazione divampò per alcuni minuti per poi innescare una devastante esplosione degli altri siluri presenti nello scomparto di prua, che squarciò lo scafo resistente e fece inabissare il sottomarino.

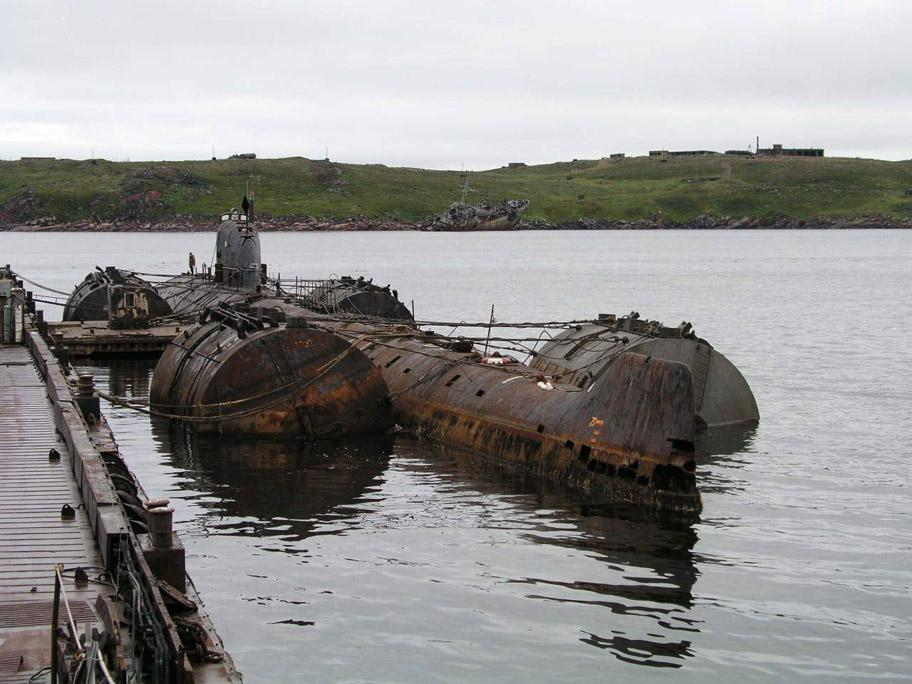
Il relitto del K-159 ritratto poco prima di affrontare il suo ultimo viaggio

K-159Vecchio sottomarino d'attacco della classe November entrato in servizio nell'ottobre 1963, il K-159 era stato radiato dal servizio attivo nel 1987 ma lasciato da allora in stato di abbandono nella base di Ostrovnoj, con il suo reattore nucleare non ancora smantellato; solo a metà del 2003 il governo russo riuscì a reperire le risorse necessarie per avviare lo smantellamento del K-159 e di altri quindici sottomarini nucleari radiati ancorati a Ostrovnoj. Il 28 agosto 2003 il K-159 lasciò quindi il suo ancoraggio diretto ai cantieri di Murmansk, legato a un pontone con dieci uomini di equipaggio; due giorni dopo, nelle prime ore del 30 agosto, mentre il sottomarino era ancora in navigazione nel mare di Barents incappò in una violenta tempesta: l'equipaggio perse rapidamente il controllo del sottomarino, che si inabissò a una profondità di 200 metri con la morte di nove degli uomini che lo governavano.